# Кучи (сельское поселение Букарёвское)
Кучи — деревня в Букарёвском сельском поселении Истринского района Московской области. Население — 8 чел. (2010). Используется как дачный посёлок.

## География
Кучи расположены в 13 км к западу от райцентра Истра, в 1,5 км от железнодорожной станции Холщёвики, на высоком правом берегу реки Маглуши.

## История
Как Кучи, обозначено на карте Шуберта 1860 года.

## Население
| 2002 | 2006 | 2010 |
| ---- | ---- | ---- |
| 4    | →4   | ↗8   |